# جو دانيال
جو دانيال هو سياسي كندي، ولد في 5 ديسمبر 1954 في دار السلام في تنزانيا. حزبياً، نشط في حزب المحافظين الكندي. وقد انتخب عضو مجلس العموم الكندي.